# Marja Packalén
Marja Unelma Packalén (* 2. November 1948 in Helsinki) ist eine finnische Schauspielerin.

## Leben
Marja Packalén ist eine seit Ende der 1960er Jahre tätige Filmschauspielerin. Seit ihrem Leinwanddebüt in einer kleinen Nebenrolle in dem Drama Die Brüder war sie in über 75 Film- und Fernsehproduktionen tätig. Für ihre Darstellungen in Maata meren alla und 70 ist auch nur eine Zahl wurde sie jeweils als Beste Nebendarstellerin für einen Jussi nominiert. Für letzteren erhielt sie 2022 die Auszeichnung.
Packalén war von 1973 bis 1991 mit dem Regisseur Matti Ijäs verheiratet. Sie haben drei gemeinsame Kinder.

## Filmografie
- 1969: Die Brüder (Kesyttömät veljekset)
- 1982: Die eiserne Zeit (Rauta-aika)
- 1990: Das Mädchen aus der Streichholzfabrik (Tulitikkutehtaan tyttö)
- 1997: Die Nacht des Schmetterlings (Neitoperho)
- 2001: Joki – Der Fluss (Joki)
- 2006: Lichter der Vorstadt (Laitakaupungin valot)
- 2009: Maata meren alla
- 2021: 70 ist auch nur eine Zahl (70 on vain numero)